# Wikariat Vila Nova de Gaia – Norte
Wikariat Vila Nova de Gaia – Norte − jeden z 22 wikariatów diecezji Porto, składający się z 13 parafii:
- Parafia św. Piotra w Afurada
- Parafia św. Piotra w Avintes
- Parafia Świętego Krzyża w Candal
- Parafia św. Andrzeja w Canidelo
- Parafia Matki Bożej Pocieszycielki Strapionych w Coimbrões
- Parafia św. Marii Magdaleny w Vila Nova de Gaia
- Parafia św. Krzysztofa w Mafamude
- Parafia św. Eulalii w Oliveira do Douro
- Parafia św. Małgorzaty w Santa Marinha
- Parafia św. Ovídio w Santo Ovídio
- Parafia Boskiego Zbawiciela w Valadares
- Parafia Boskiego Zbawiciela w Vilar de Andorinho
- Parafia św. Piotra w Vilar do Paraíso